# Samuel Petersson
Samuel Petersson, född 26 november 1766 i Adelövs socken, död 3 juli 1830 i Örberga socken, var en svensk präst.

## Biografi
Samuel Petersson föddes 1766 på Ingelsbo i Adelövs socken. Han var son till inspektoren Axel Petersson och Christina Isberg. Petersson blev höstterminen 1785 student vid Lunds universitet och 1788 filosofie kandidat. Han promoverades 23 juni 1790 till magister och prästvigdes 26 november 1791. Petersson blev 25 oktober 1793 brukspredikant i Finspång och tillträdde direkt. Den 26 april 1797 blev han extra ordinarie kunglig hovpredikant och avlade pastoralexamen 19 mars 1799. Han blev 18 februari 1801 kollega i Vadstena och tillträdde 1802. Han var respondent vid 1802 års prästmöte. Petersson blev kyrkoherde 20 augusti 1806 i Örberga församling och tillträdde 1807. Han avled 1830 i Örberga socken. En minnesvård finns där Petersson ligger begravd.
Ett porträtt av Petersson finns i Örberga kyrkas sakristia.

### Familj
Petersson gifte sig 1 augusti 1799 med Brita Christina Åstrand (1756–1828). Hon var dotter till mantalskommissarien Anders Åstrand och Anna Cecilia Bouman i Trehörna socken samt hade tidigare varit gift med inspektoren Carl Gustaf Liljander i Stockholm.